# Brooke Buschkuehl
Brooke Stratton, da coniugata Buschkuehl (Box Hill, 12 luglio 1993), è una lunghista australiana.

## Biografia
Stratton inizia la pratica atletica all'età di 5 anni. Nel 2007 prende parte alle prime manifestazioni internazionali che la portano a partecipare nel 2009 ai Mondiali allievi in Italia. Entrata a tutti gli effetti nella squadra nazionale australiana nel 2015, Stratton a preso parte ad una successione di Mondiali e alla finale dei Giochi olimpici di Rio de Janeiro 2016. Nel 2016, inoltre, ha fissato un nuovo record oceaniano nel salto in lungo a Perth.

Nel 2018 ha guadagnato una medaglia d'argento sia Giochi del Commonwealth di Gold Coast che in Coppa continentale ad Ostrava, a cui ha fatto seguito nel 2019 una medaglia di egual valore ai Campionati oceaniani di Townville.

## Palmarès
| Anno | Manifestazione           | Sede           | Evento         | Risultato | Prestazione | Note |
| ---- | ------------------------ | -------------- | -------------- | --------- | ----------- | ---- |
| 2009 | Mondiali U18             | Bressanone     | Salto in lungo | 10ª       | 5,86 m      |      |
| 2010 | Campionati oceaniani U18 | Sydney         | Salto triplo   | Argento   | 12,60 m     |      |
| 2010 | Mondiali U20             | Moncton        | Salto in lungo | 6ª        | 6,05 m      |      |
| 2012 | Mondiali U20             | Barcellona     | Salto in lungo | 7ª        | 6,42 m      |      |
| 2015 | Mondiali                 | Pechino        | Salto in lungo | 14ª (q)   | 6,64 m      |      |
| 2016 | Mondiali indoor          | Portland       | Salto in lungo | 5ª        | 6,75 m      |      |
| 2016 | Giochi olimpici          | Rio de Janeiro | Salto in lungo | 7ª        | 6,74 m      |      |
| 2017 | Mondiali                 | Londra         | Salto in lungo | 6ª        | 6,67 m      |      |
| 2018 | Giochi del Commonwealth  | Gold Coast     | Salto in lungo | Argento   | 6,77 m      |      |
| 2019 | Campionati oceaniani     | Townsville     | Salto in lungo | Argento   | 6,49 m      |      |
| 2019 | Mondiali                 | Doha           | Salto in lungo | 10ª       | 6,46 m      |      |
| 2021 | Giochi olimpici          | Tokyo          | Salto in lungo | 7ª        | 6,83 m      |      |
| 2022 | Mondiali                 | Eugene         | Salto in lungo | 5ª        | 6,87 m      |      |
| 2022 | Giochi del Commonwealth  | Birmingham     | Salto in lungo | Argento   | 6,95 m      |      |
| 2023 | Mondiali                 | Budapest       | Salto in lungo | 17ª (q)   | 6,55 m      |      |
| 2024 | Giochi olimpici          | Parigi         | Salto in lungo | 25ª (q)   | 6,31 m      |      |

## Altre competizioni internazionali
2018
- Argento in Coppa continentale ( Ostrava), salto in lungo - 6,71 m